# Peltzer (Familie)

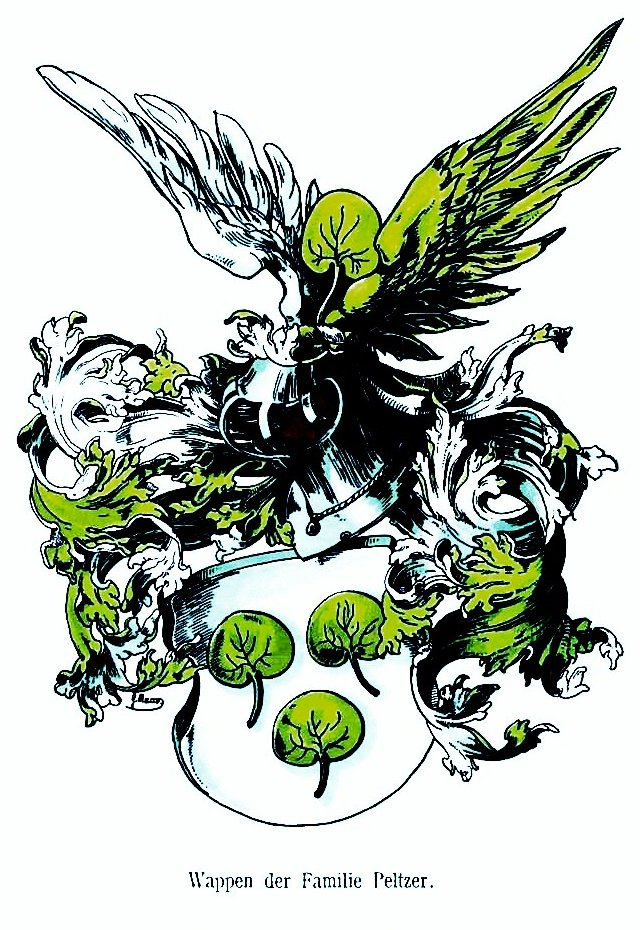
Ursprungswappen der Peltzer

Peltzer (Pelzer, Pelser) ist der Name einer Familie aus dem Raum Aachen, aus deren Reihen zahlreiche Schöffen, Ratsherren und Bürgermeister gewählt wurden und deren Stolberger Zweig zu den bedeutendsten Kupfermeister-Familien der Region zählte.

## Ursprünge
Stammvater der hier beschriebenen weitverzweigten Familie ist der Wollhändler und Tuchmacher Jakob Kremer (Var.: Cremer, Cremerius) (* 1435) aus Aachen. Er heiratete Margarethe (Greitgen) Peltzer, woraufhin seine Söhne zunächst als Familiennamen die Bezeichnung Kremer, genannt Peltzer wählten. Erst ab der nächsten Generation setzte der Name Peltzer sich endgültig durch, wurde aber je nach Familienzweig und Region sowohl Pelzer als auch Pelser geschrieben.
Unter den Kindern Jakobs sind drei Söhne von besonderer Bedeutung: Jakob, der Jüngere Kremer, genannt Peltzer (* 1461), Tuchmacher und Stammvater der ab 1766 geadelten Linie von Pelser-Berensberg, Matthias Cremer(ius), genannt Peltzer (1465–1557), Theologe und Rektor der Universität Köln sowie Hermann Kremer, genannt Peltzer (1466–1537), Wollhändler und Greve (Vorsitzender) der Wollenambacht (Zunft der Wollhändler) der Freien Reichsstadt Aachen.
Nachdem sich ab Mitte des 16. Jahrhunderts allmählich auch in Aachen die Lutheraner vorübergehend durchgesetzt hatten, schlossen sich viele Familien dieser neuen Religionsrichtung an, so unter anderem auch die Familie Peltzer. Auf Grund der hiermit verbundenen Benachteiligungen und Nachstellungen sahen sich jedoch mehrere Familienmitglieder in der Zeit der Aachener Religionsunruhen dazu gezwungen, unter dem Aspekt der Religions- und Arbeitsfreiheit frühzeitig in anderen Regionen ihre Zukunft aufzubauen, erst recht nach der erfolgten Reichsacht gegen reformierte Bürger und Amtsinhaber im Jahre 1598. Unter dem Personenkreis der Auswanderungswilligen ist besonders Mathis (1555–1602), ein Sohn des Aachener Ratsherrn und Bürgermeisters Matthias Peltzer (1508–1591) und Enkel des Greven Hermann, von Bedeutung, der als Erster der Familie aus beschriebenem Grunde rechtzeitig in das benachbarte Stolberg zog und damit dort die einflussreiche und weitverzweigte Stolberger Peltzer-Dynastie begründete. Zwei seiner Vettern zog es dagegen in die Ferne: Jordan (1503–1607) ließ sich als Kupfermeister in Frankenthal (Pfalz) und Martin (1542–1615) als Wollhändler in Kassel nieder.

## Aachener Linien
Aus der anfangs in Aachen ansässigen Tuchhändlerfamilie des Stammvaters Jakob Kremer entwickelten sich im Laufe der nächsten drei Generationen zunächst zwei separate Aachener Hauptlinien, die aber jede für sich vor allem auch auf lokal-politischer Ebene einflussreiche Positionen bekleideten.
So verlagerten zum einen die Nachkommen des ersten Sohnes von Jakob Kremer, Jakob der Jüngere Kremer, genannt Pelzer (* 1461), ihren Hauptsitz in die benachbarte Spanische Niederlande, wo sie unter anderem in den Orten Eys, Vijlen, Wylre und Valkenburg aan de Geul und Lemiers Güter erwarben, aber weiterhin aktiv am lokalpolitischen Geschehen in Aachen teilnahmen. Seit dieser Zeit schreibt sich dieser Familienzweig mehrheitlich „Pelser“ und entwickelte sich zur ersten Aachener Linie. Nach der Gründung der Vereinigten Niederlande im Jahre 1581 wurde aus dieser Linie ein Isaak Pelser (1610–1676) als Reichspostminister für die Provinzen Holland und Zeeland berufen, ebenso wie Jahre später sein Sohn Johann Pelser (1634–1688), der darüber hinaus auch Vogt von Vijlen und Schultheiß von Wylre war. Ein Sohn dieses Johann, Issak Lambert Pelser (1664–1731), war Jurist und Schöffe in Aachen und wurde im Jahr 1702 in den spanischen Adelsstand eines Hidalgo erhoben. Dessen Sohn Johann Friedrich (1702–1771) erwarb zusätzlich zu seinem niederländischen Stammsitz auf Schloss Genhoes in Valkenburg aan de Geul das Haus, Hof und Erbe von Gut Beulardstein in Laurensberg sowie das Schloss Berensberg nebst der Herrlichkeit Berensberg bei Aachen. Seitdem trägt die Familie den Doppelnamen Pelser-Berensberg. Johann Friedrich von Pelser-Berensberg war ebenfalls Schöffe in Aachen und Appellationsrichter und wurde für seine Verdienste im Jahre 1766 von Kaiser Joseph II. in den erblichen Briefadelsstand erhoben. Sein Sohn Leonhard Friedrich von Pelser-Berensberg (1740–1832), der letzte Aachener Schöffe dieses Familienzweiges, wurde durch Patent vom 10. August 1822 der niederländische Adel zuerkannt, dem am 16. September 1829 seine Immatrikulation bei der niederländischen Adelsklasse erfolgte.
Dessen Sohn Friedrich Frans Josef Maria Anton (1778–1861) wurde später Bürger- und Ehrenbürgermeister von Vaals. Seine Frau brachte das Schloss Lemiers in die Ehe, das noch zwei Generationen weiter vererbt werden konnte. Nach seinem Tod hinterließ Otto von Pelser-Berensberg, Enkel des Bürgermeisters, das Schloss seiner Frau, das 1945 als Feindeigentum vom niederländischen Staat konfisziert wurde. Dessen Sohn Horst Friedrich Wilhelm Hans konnte das im Krieg schwerbeschädigte Schloss zwar 1953 zurückerwerben, verkaufte es aber vier Jahre später wegen der hohen Restaurierungskosten.
Dieser bis heute noch existierende Zweig breitete sich später nach Köln und Düsseldorf aus.

Ehemalige Besitztümer
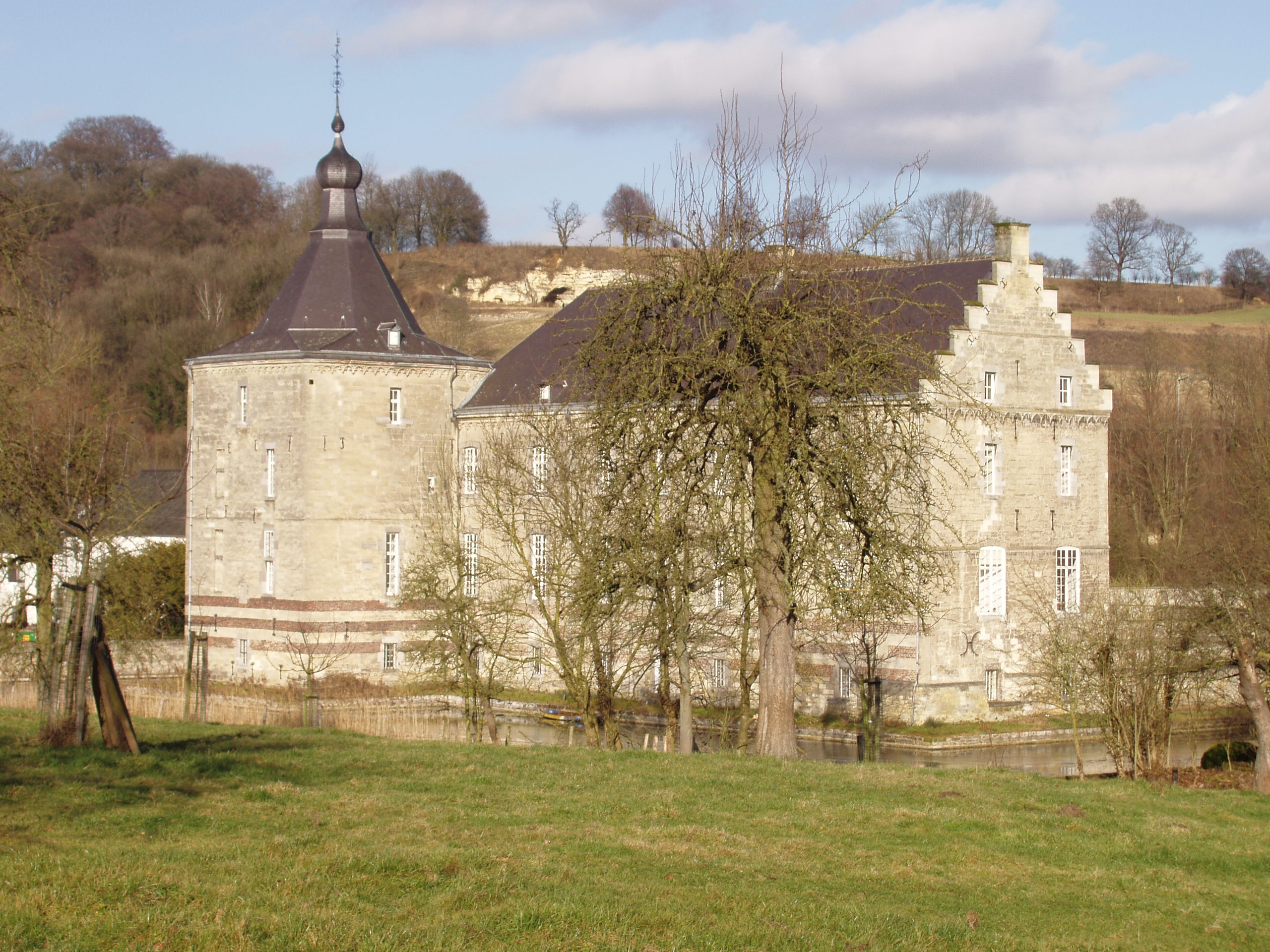
Schloss Genhoes, Alt-Valkenburg
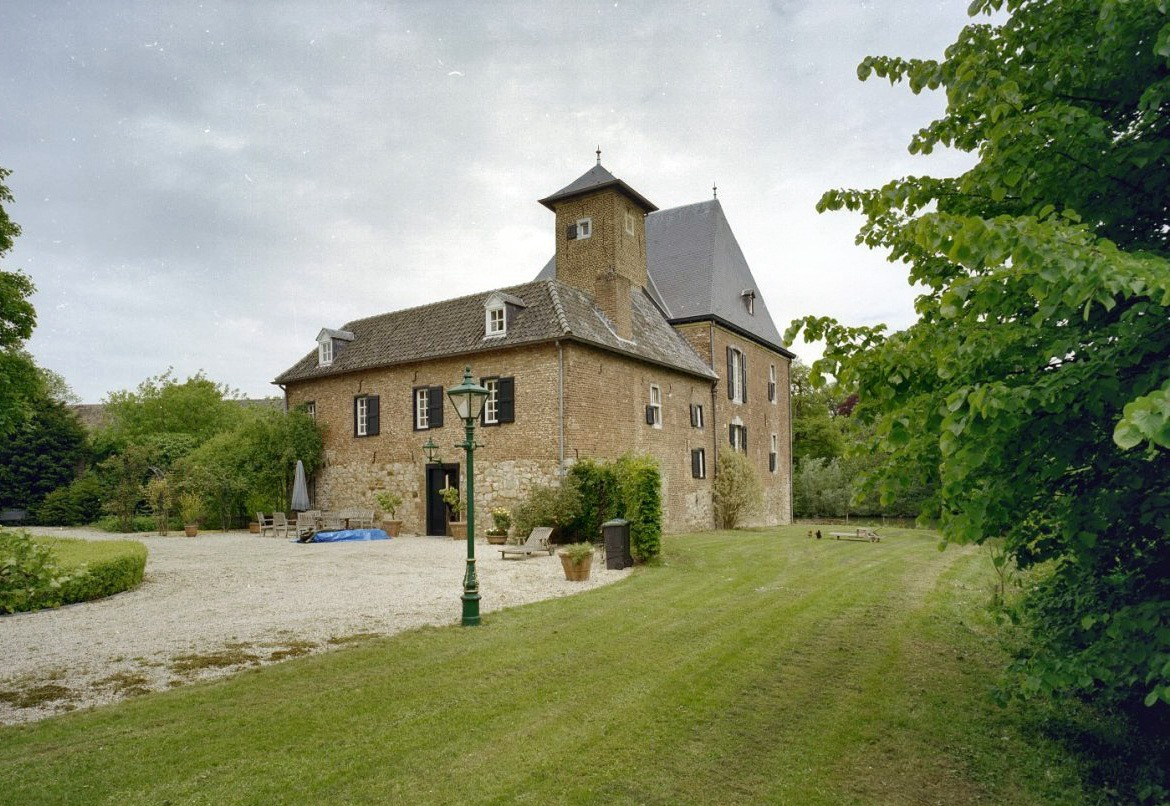
Schloss Lemiers
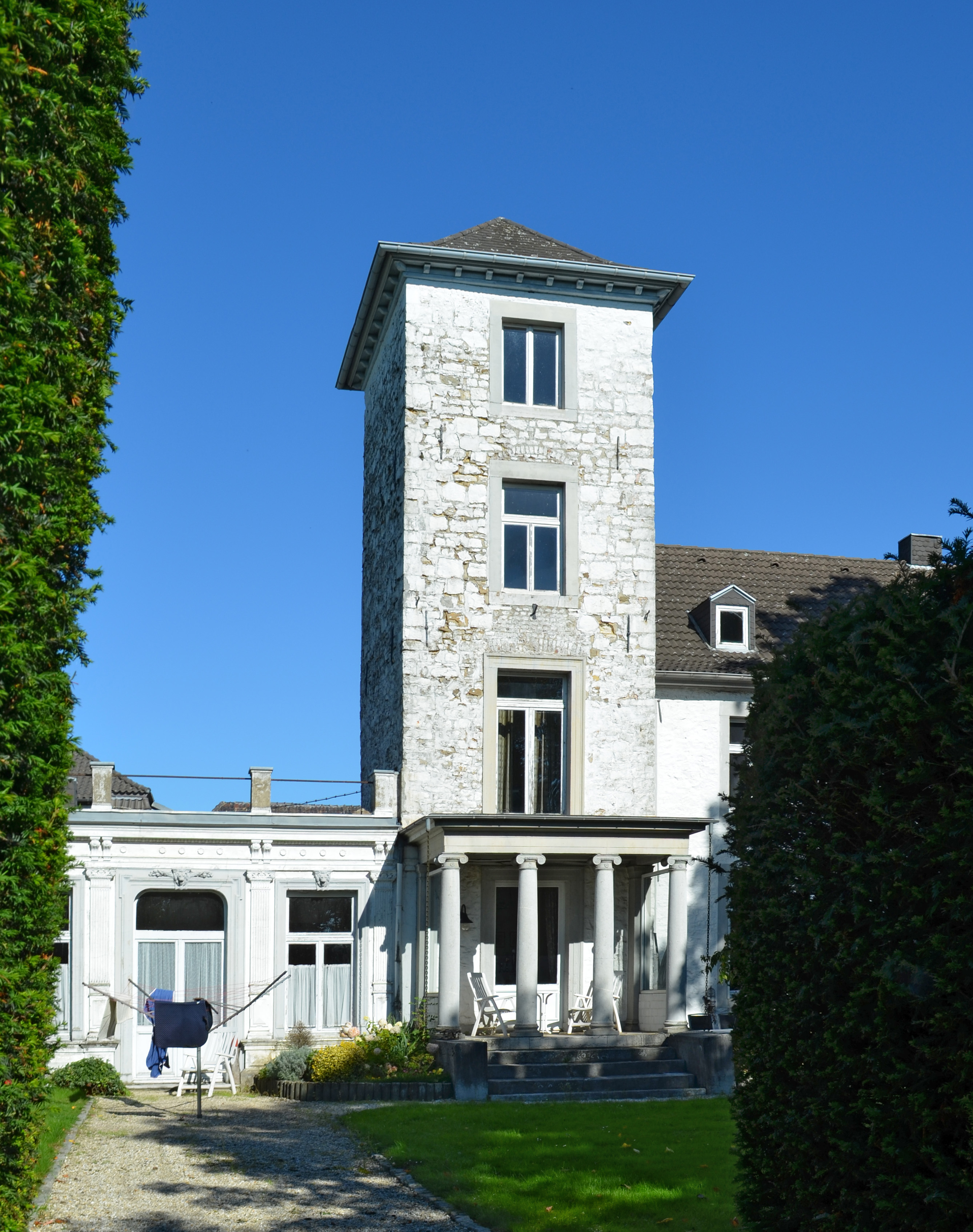
Schloss Berensberg
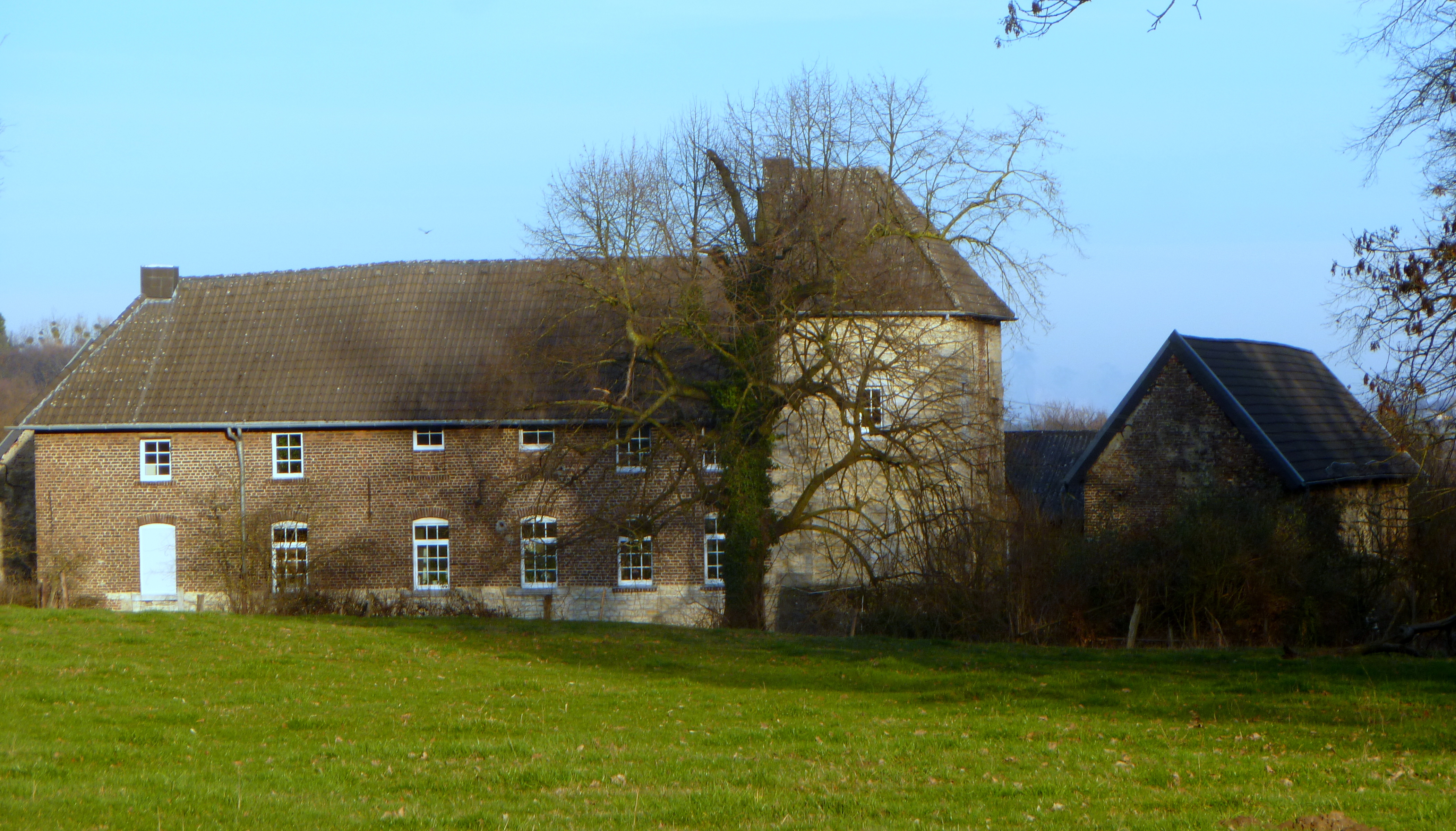
Gut Beulardstein

Die zweite Aachener Linie begründete sich aus den beiden Söhnen des nach Stolberg ausgewanderten Aachener Bürgermeisters Matthias Peltzer, Heinrich (1556–1591) und Peter (1559–1632), die den Umzug ihres Vaters nicht mitmachten und in ihrer Heimatstadt blieben, wohingegen der erstgeborene Sohn Mathis (I.) (1555–1602) die Stolberger Linie fortführte. Peter Peltzer, Kaufmann und Ratsherr in Aachen, hatte lediglich einen Sohn namens Abraham (1603–1667), der als Kaufmann und Bankier auch mehrere Galmeigruben im Aachen betrieb, dessen Zweig aber mit ihm im Mannesstamm erloschen ist. Dagegen entwickelte sich Heinrichs Linie, die sich nun überwiegend „Pelzer“ schrieb und auch teilweise wieder zum Katholizismus zurückgekehrt war und sich im Aachener Vorort Burtscheid angesiedelt hatte, noch einige Generationen weiter. Zu dieser Linie zählten einige Burtscheider Schöffen aber auch die beiden Aachener Oberbürgermeister Arnold Edmund Pelzer (1801–1874) und Ludwig Pelzer (1835–1915), die für ihre jeweilige Partei auch Mitglied im Preußischen Abgeordnetenhaus waren. Mit Ludwig Pelzer erlosch allerdings auch dieser Zweig.

## Stolberger Linie (Kupfermeisterfamilie)

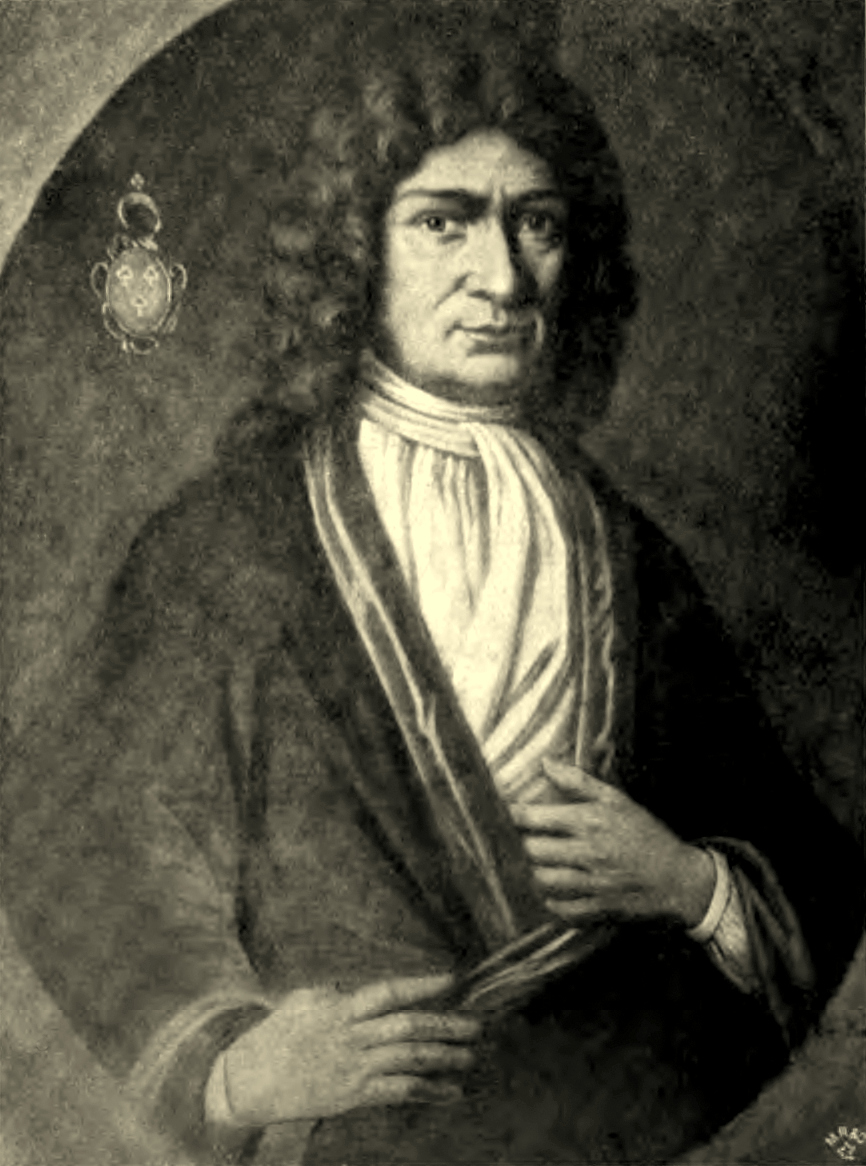
Johann Peltzer (1641–1716), Erbauer Kupferhof Steinfeld

Die Stolberger Linie ist der wohl wirtschaftlich erfolgreichste Teil der Familie Peltzer, die vor allem durch die ehelichen Verbindungen mit den im Raum Stolberg ebenfalls hoch angesehenen und erfolgreichen Fabrikantenfamilien Schleicher, Hoesch, Prym, Lynen, von Asten und Anderen in besonderem Maße profitierte. Durch diese Konstellation gehörte Stolberg über einen Zeitraum von mehr als 200 Jahren zu einem der bedeutendsten Zentren der Kupferindustrie Europas.
Die Geschichte und der Einfluss der Stolberger Linie begann damit, dass Mathis Peltzer (I. der Stolberger Linie), erstgeborener Sohn des im ersten Abschnitt erwähnten Aachener Bürgermeisters Matthias Peltzer, im Jahre 1587 die Ravensmühle und die Ellermühle pachtete. 1592 kaufte er vom Abt der Reichsabtei Kornelimünster Grundbesitz im Tal der Inde, wo er noch im gleichen Jahr die Hammer-Mühle errichtete. Er gründete außerdem auch die Ichenberger Kupfermühle im benachbarten Eschweiler. Sein Sohn Mattheis (II.) (1581–1657) übernahm zunächst gemeinsam mit seinem Bruder Heinrich (1593–1645), die Ellermühle und legte 1625 die Neumühle, eine Messinghütte an, die später dann Jordanmühle genannt wurde und über fünf Generationen bis 1799 im Familienbesitz blieb. Genannter Heinrich erbaute darüber hinaus die Roderburgmühle und ließ auf dem dazugehörenden Gelände ein neues Herrenhaus errichten. Der älteste Sohn von Mattheis (II.) hieß wiederum Mattheis (III.) (1610–1679) und erbte die Ellermühle, die Jordanmühle und später noch die Hammermühle. Ein weiterer Mattheis Peltzer (IV.) (1635–1697), Sohn von Mattheis (III.), baute um 1660 die während des Dreißigjährigen Krieges zerstörte Kupfermühle bei Langerwehe an der Wehe, danach Schönthal genannt, wieder auf. Später erwarb er Anteile an dem von seinem Bruder Johannes (1641–1716) erbauten Kupferhof Steinfeld sowie daran angrenzend weiteren Grund und Boden, den sein Sohn Hermann (* 1672) erweiterte und als Doppelhofanlage nutzte.

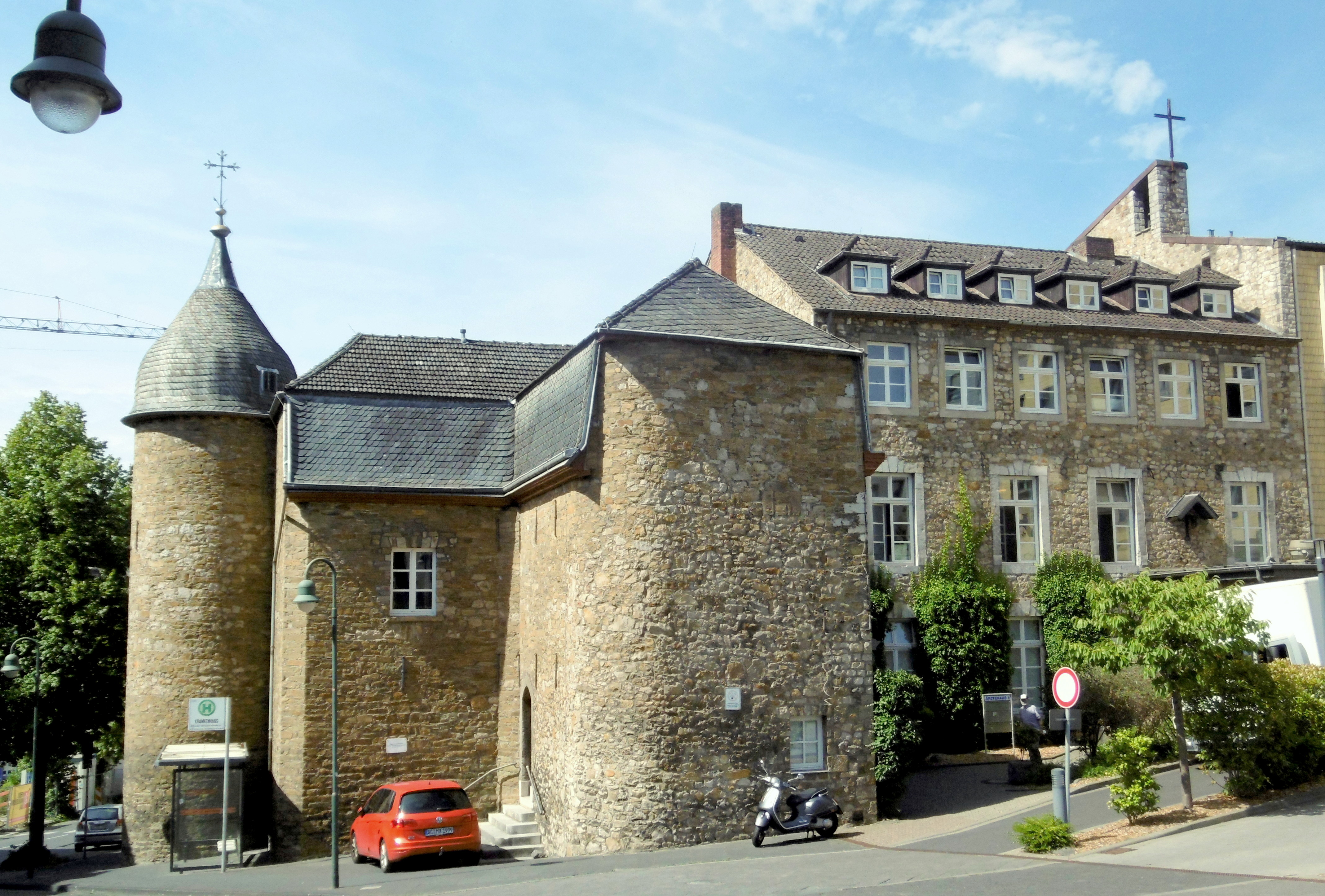
Kupferhof Steinfeld

Dieser Johannes, Mitbetreiber der Jordanmühle, hatte den Kupferhof Steinfeld 1679 oberhalb des Vichtbachs erbaut, den er auf Grunde des steinigen Bodens so benannte. Der Hof blieb vier Generationen in Familienbesitz bis Johann Peltzer (1759–1836) im Jahre 1790 die Glashütte  am Hammerfeld St. Johannis-Hütte mitgründete. Aber bereits zwei Jahre später musste er seine Glashütte in die Gebr. Siegwert & Co überführen und er konzentrierte sich danach wieder ausschließlich auf die Messingproduktion. Infolge des allmählichen Niedergangs der Messingindustrie ließ er das Unternehmen auslaufen und bestellte am 22. November 1833 seine Tochter Maria Luisa (1810–1852) zur Liquidatorin. Schließlich kaufte die katholische Gemeinde der Stadt Stolberg die Anlage Steinfeld, die dort 1863 das Bethlehem-Krankenhaus Stolberg errichten ließ. Im Jahre 1816 veröffentlichte Johann Peltzer unter dem Pseudonym von einem Einsiedler eine Denkschrift mit dem Titel: Denkwürdigkeiten des Fleckens Stolberg und der benachbarten Gegend, die unter anderem eine detaillierte Auflistung von Kupferhöfen, Hammerwerken und Galmeimühlen der damaligen Zeit enthält.
1683 erhielt letztgenannter Mattheis (IV.) gegen Erbpacht noch eine Parzelle am Styrenbend, wo er zunächst eine kleine Kupfermühle errichtete. Sein Sohn Mattheis (V.) (* 1662) entschloss sich 1699 zum Bau eines Kupferhofes an jenem Styrenbend im grünen Thal. Dieser sodann genannte Kupferhof Grünenthal wurde 1703 fertiggestellt und blieb bis 1772 im Besitz der Familie Peltzer.

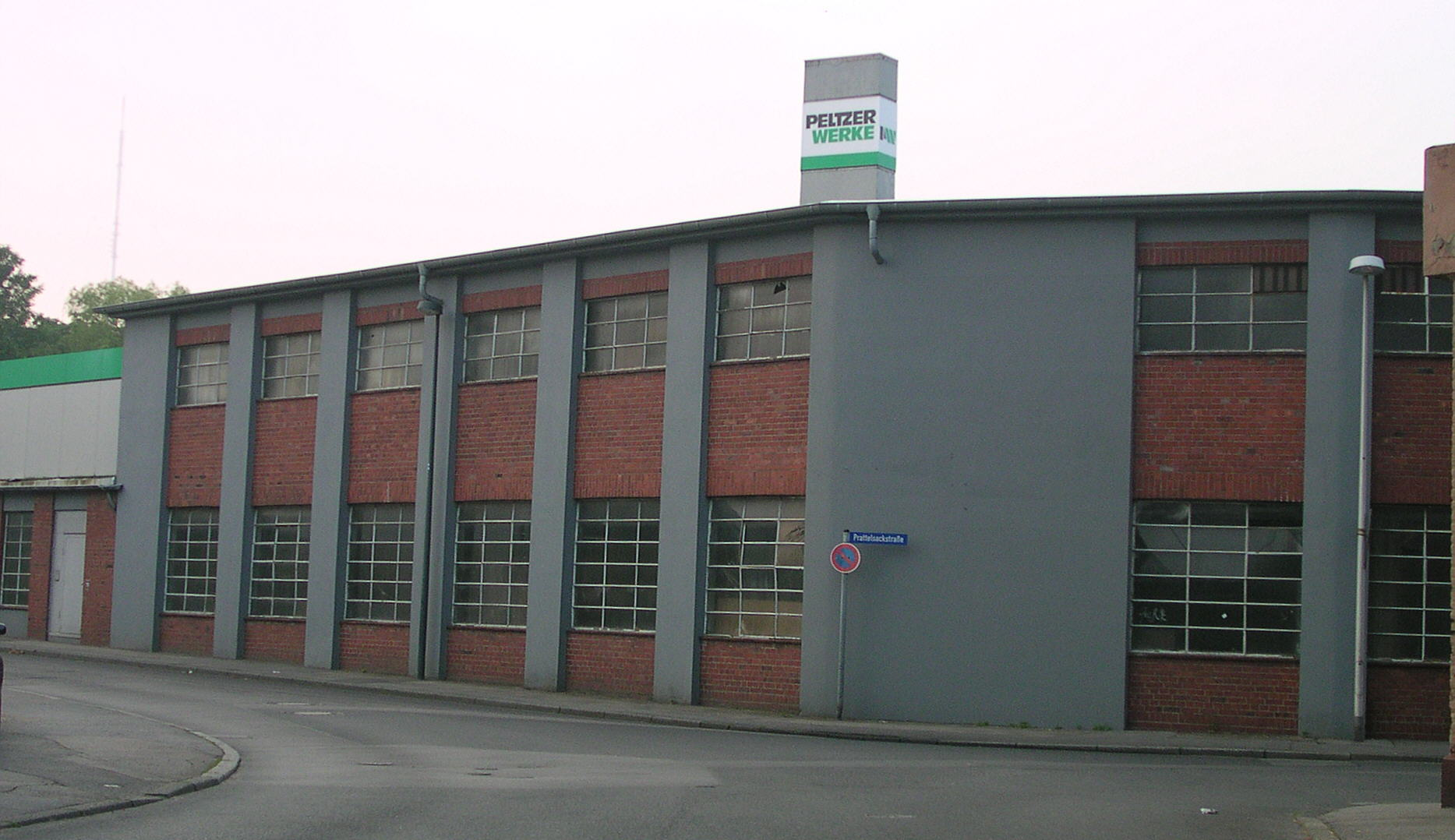
Peltzer-Werke

Ein Enkel des zuletzt erwähnten Johann Adolf Peltzers, Johann Adolf Felix (1821–1891), gründete 1861 zusammen mit Henry Walchenbach die Firma Walchenbach & Peltzer. Sie verlegten in den 1880er Jahren den Firmensitz vom Steinweg an den heutigen Standort in der Prattelsackstraße in Stolberg. Außerdem stieg Moritz Kraus als Teilhaber in die Firma ein. Als Hersteller von Zinkornamentik waren Kraus, Walchenbach & Peltzer jahrzehntelang bekannt. Im Jahr 1909, als die Gebrüder Julius (* 1862), Karl (* 1863) und Ernst Peltzer, Söhne von Johann Adolf Felix, alle Anteile von Henry Walchenbach und Moritz Kraus übernahmen, gelangte die Firma vollständig in den Besitz der Familie Peltzer, die fortan unter Peltzer-Werke firmierte. Ein drohender Konkurs konnte in den frühen 1990er Jahren und nach erheblichen Investitionen und organisatorischen Veränderungen abgewendet werden. Heute bietet das mittelständische Unternehmen mit fast 100 Beschäftigten und 10 Mio. Jahresumsatz vorwiegend auf dem deutschen Markt Formteile, Gehäuse und Schränke in Stahlblech sowie NE-Metalle und andere Produkte an.
Darüber hinaus waren noch weitere Familienmitglieder an verschiedenen anderen Neugründungen oder Übernahmen von Kupferhöfen beteiligt. So war beispielsweise Abraham Friedrich Peltzer (* 1697), Sohn von Mattheis (V.), der Gründer des Kupferhofs Sonnental. Der Kupferhof Blankenberg wurde von einem weiteren Johann Peltzer (1645–nach 1704) errichtet, den er dann an seinen Sohn Simon (* 1685) vererbte. Dessen Bruder Theodor Diederich (1684–1738) erwarb den Kupferhof Weide, den nach ihm sein Sohn Heinrich (* 1710) übernahm, sowie den Hof Stöck. Darüber hinaus war Theodor Diederich zwischenzeitlich auch Bürgermeister der Stadt Stolberg. Ein anderer Theodor Peltzer, 1644 geboren auf der Roderburgmühle, erwarb den Kupferhof Unterster Hof, der aber auf Dauer unrentabel war und von seinem Sohn Johannes wieder verpachtet werden musste. Darüber hinaus war er noch Besitzer des Kupferhofes Gedau im Naturschutzgebiet Tatternsteine, welcher bis mindestens 1757 im Familienbesitz blieb.

## Stolberger Linie (Tuchfabrikantenfamilie – mehrheitlich ausgewandert)

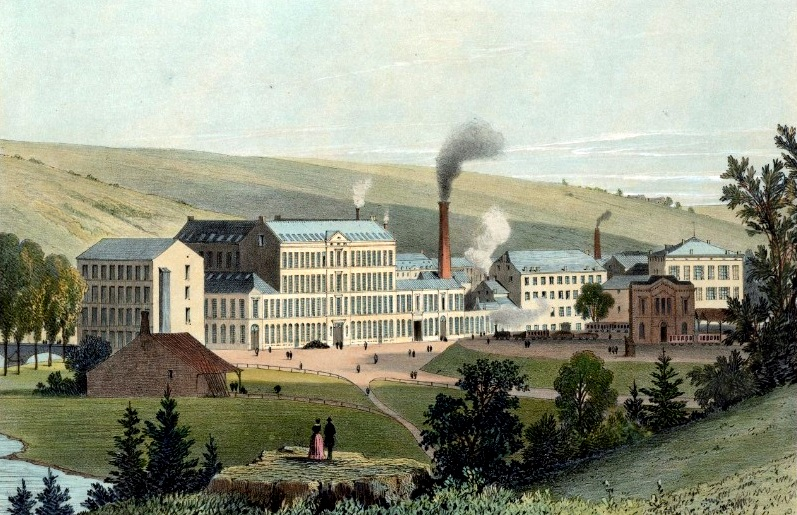
Tuchfabrik Peltzer in Verviers vor 1890
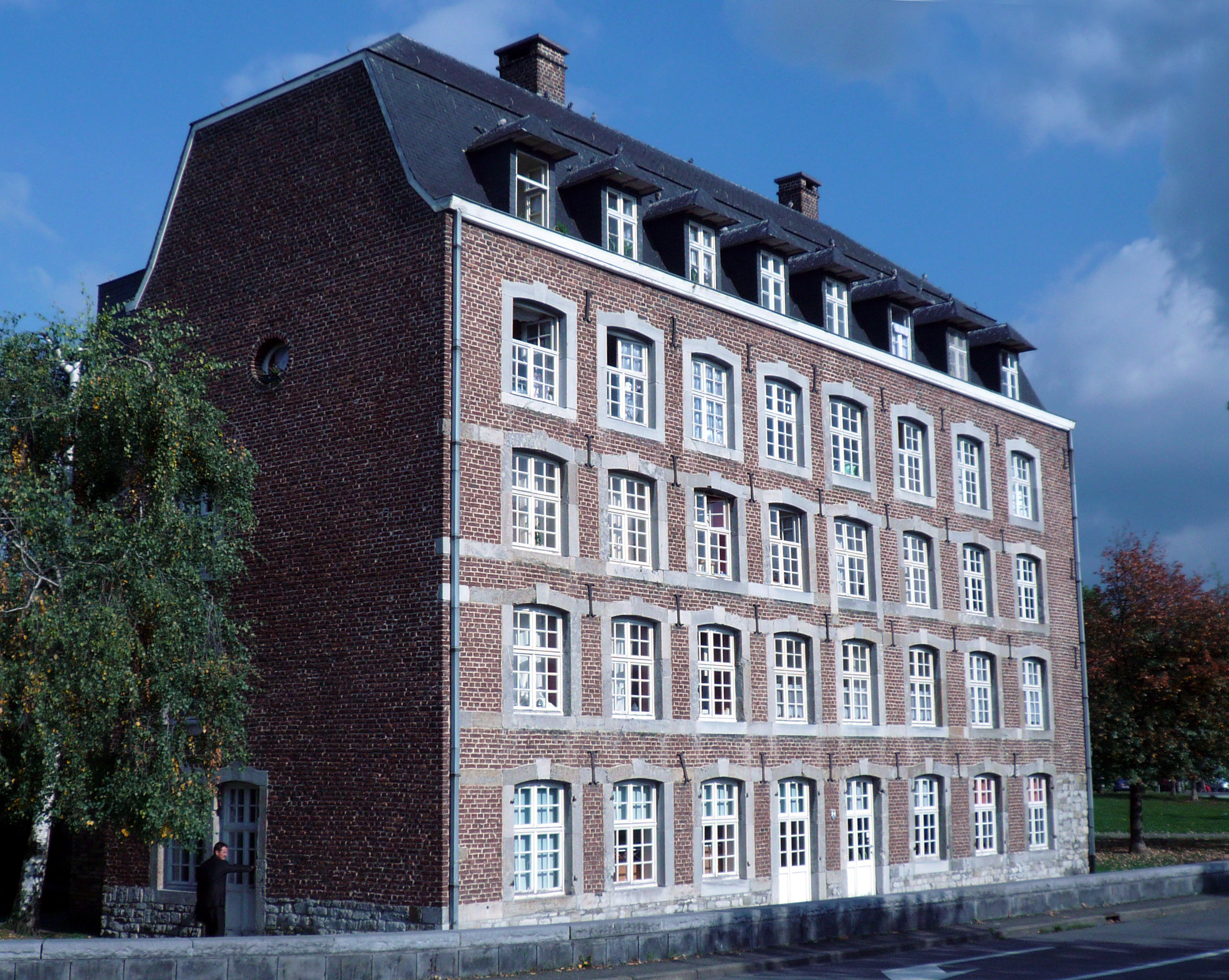
Ehem. Tuchfabrik, Verviers (2005)

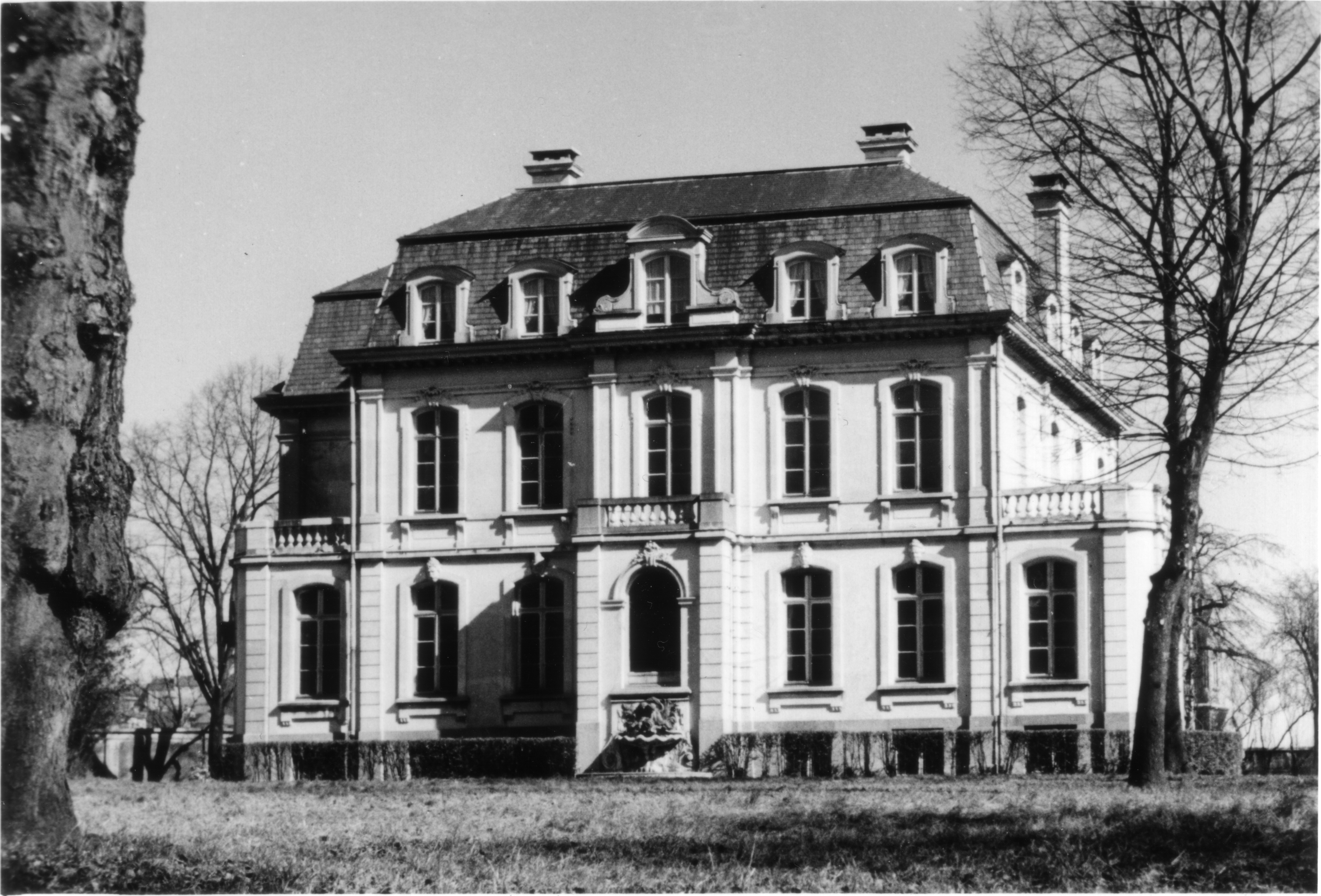
Château Peltzer in Verviers

Nachdem im Zeitraum der Industrialisierung und der damit verbundenen Massenproduktion durch Dampfmaschinen der Betrieb von Kupferhöfen unrentabel geworden war, passten sich einige Familienzweige der Situation an und wurden, wie es bereits in den Anfängen der Familie zu Aachener Zeiten der Fall war, wiederum Tuchfabrikanten. Hierzu wechselten sie in die wichtigsten Handelszentren über, wo sie ihre Werke aufbauten. In diesem Zusammenhang zog 1785 Johann Heinrich Peltzer (1763–1809) in das belgische Verviers, wo er 1790 im Ortsteil Hodimont zunächst eine Tuchfärberei und wenige Jahre später die über mehrere Generationen bestehende Tuchfabrik Peltzer & Fils mit Filialen in Buenos Aires, Brüssel, Eupen und Tschenstochau gründete. Im Jahr 1961 verschmolz diese Firma mit der S.A. Iwan Simonis in Verviers.
Johann Heinrichs Nachkommen verschafften sich in der Provinz Lüttich hohes Ansehen und waren dort mehrfach im Stadt- und Landesparlament vertreten. Der Urenkel von Johann Heinrich, Senator und Wirtschaftsingenieur Henri Édouard Alexandre Peltzer (1859–1934), vermachte nach seinem Tod sein Familienanwesen der Provinz Lüttich mit der Auflage, das Gebäude in eine neu zu errichtende Lernwerkstatt für junge Mädchen umzuwidmen. Diese Schule besteht auch nach Abriss des alten Schlosses und dem Neubau im Jahre 1963 als Institut provincial d’enseignement secondaire de Verviers bis zum heutigen Tage. Darüber hinaus wurde später nach ihm und seiner Frau Anna Clermont in Verviers eine Straße benannt. Im Familienbesitz befand sich noch ein weiteres prunkvolles Schloss in Verviers, welches heute unter dem Namen Château Peltzer als Nobelhotel dient.
Eine Vetternlinie dieses Vervierser Zweigs war ausgehend vom Sohn des Stolberger Bürgermeisters Hermann Matthias Peltzer (1698–1755) über Elberfeld nach Antwerpen ausgewandert, wo deren Nachkommen im Großhandel tätig waren. Von denen sorgten die drei Brüder Armand (1843–1885), Léon (1847–1922) und James Peltzer (* 1850) für großes Aufsehen, als sie im Rahmen des „Justizfalls Peltzer“ in einem Mordfall verwickelt gewesen waren, bei dem Léon wegen Mord und Armand wegen Beihilfe zum Tode verurteilt worden waren, was in lebenslange Freiheitsstrafe abgemildert wurde; James Peltzer wurde dabei freigesprochen. Diese Affaire wurde literarisch mehrfach erfasst und verfilmt.
Der Kaufmann Johann Gerhard Peltzer (1773–1826), ein Großneffe des Stolberger Bürgermeisters Theodor Diederich, zog wieder nach Aachen, wo er sich als Tuchhändler niederließ. Sein Enkel Otto Victor (1836–1894) gründete dort 1868 gemeinsam mit Karl Pastor die Tuchfabrik Peltzer & Pastor in Aachen-Steinebrück, die nach Ausscheiden Pastors als Otto Peltzer & Co bis ins 20. Jahrhundert existierte.
Andere Angehörige aus der Stolberger Linie wanderten aus wirtschaftlichen Gründen nach Russland aus. So auch ein Enkel des letzten Besitzers der Jordanmühle und Sohn des Kaufmanns und Weisweiler Bürgermeisters Johann Wilhelm Peltzer (1770–1849), Napoléon Peltzer (1802–1899), der sich in St. Petersburg, Moskau und Narva als Tuchfabrikant niederließ und vom Zar hoch dekoriert wurde. Sein Sohn Eduard (1837–1909) wurde Direktor der väterlichen Tuchfabriken in Narva und für seine Verdienste im Jahre 1897 von Kaiser Wilhelm II. von Deutschland in den erblichen Adelsstand erhoben. Napoléon Peltzer gilt als der Stammvater einer erfolgreichen und angesehenen russischen Linie der Familie Peltzer, deren Nachkommen später teilweise wieder nach Deutschland zurückgekehrt waren.

## Wappen
Das Wappen zeigt in Silber drei grüne Seeblätter. Auf dem Helm mit grün-silbernen Decken ein grünes Seeblatt zwischen offenem rechts silbernen und links grünen Flug.

## Persönlichkeiten (Auswahl)
- Adolf Friedrich Peltzer (* 1858), Stadtverordneter und ehrenamtlicher Beigeordneter zu Gladbach, ab 1903 Vorsitzender der Theatervereinigung
- Armand Peltzer (1843–1885), Bruder von Léon Peltzer; Ingenieur und Handelsherr; Mordbeteiligter im Justizfall Peltzer
- Arnold Edmund Pelzer (1801–1874), Oberbürgermeister der Stadt Aachen, Abgeordneter der Deutschen Fortschrittspartei im Preußischen Abgeordnetenhaus
- Edmund Peltzer (1810–1880), Richter und Politiker in Düsseldorf, Mitglied der Preußischen Nationalversammlung, Vetter von Wilhelm Peltzer
- Guillaume Auguste Peltzer (1831–1893), Enkel des nach Verviers verzogenen Johann Heinrich Peltzer aus Stolberg sowie Bruder von Philippe Henri und Paul Nicolas Édouard Peltzer. Verwaltungsdirektor von Peltzer & Fils, Mitglied des Gemeinde- und Provinzialrates, Mitglied der belgischen Abgeordnetenkammer und des belgischen Senates, geehrt mit dem Offizierskreuz des Leopoldsordens und des Ritterordens der Ehrenlegion
- Henri Édouard Alexandre Peltzer (1859–1934), Sohn von Paul Nicolas Édouard Peltzer und Bruder von Olga Zanders, geb. Peltzer; Wirtschaftsingenieur, Gesellschafter bei Peltzer & Fils, Provinzrat von Lüttich, Mitglied im belgischen Parlament
- Isabella Nadolny, geb. Peltzer (1917–2004), Urenkelin von Napoléon Peltzer, Schriftstellerin und Übersetzerin
- Léon Peltzer (1847–1922), Bruder von Armand Peltzer; Kaufmann; Mordbeteiligter im Justizfall Peltzer
- Ludwig Pelzer (1835–1915), Neffe des Bürgermeisters Arnold Edmund Pelzer, Oberbürgermeister der Stadt Aachen, Abgeordneter der Deutschen Zentrumspartei im Preußischen Abgeordnetenhaus, Mitglied des Preußischen Herrenhauses
- Matthias Kremer, genannt Peltzer (1465–1557), Dr. der Theologie, 1510–1516 Dekan der philosophischen Fakultät der Universität Köln, Kanonikus an St. Andreas, 1533 Rektor magnificus der Bursa Montana der Universität Köln
- Matthias Peltzer (1508–1591), evangelisch, Tuch- und erster Messingfabrikant der Familie, 1546 Baumeister der Werkmeisterzunft, 1568 Gesandter zu Wilhelm I. von Oranien-Nassau, von 1570 bis 1580 Ratsherr, 1570 und 1572 Bürgermeister der Reichsstadt Aachen, schloss sich 1575 den Protestanten an, deren Anführer er wurde, 1582 Gesandter zum Reichstag in Augsburg. Sein Sohn Mathis wurde der Stammvater der Stolberger Linie.
- Matthias Goswin Pelzer (1754–1814), Rechtswissenschaftler und Syndikus der Freien Reichsstadt Aachen sowie unter der Französischen Besatzung Mitglied des „conseil général du Département de la Roer“ und des „corps legislatif“ sowie Präsident des Kantons Aix-la-Chapelle
- Napoléon Peltzer (1802–1889), Tuchfabrikant, Reorganisator und Neugründer von Fabriken in St. Petersburg, Moskau und Narwa, ausgezeichnet unter anderem mit dem Sankt-Stanislaus-Orden II. und III. Klasse und dem Russischen Orden der Heiligen Anna. Zu seinen Urenkelinnen zählt die Schriftstellerin Isabella Nadolny (1917–2004), Mutter von Sten Nadolny, deren Roman: „Vergangen wie Rauch“ die Geschichte der nach Russland ausgewanderten Peltzers beschreibt.
- Olga Zanders, geb. Peltzer (1872–1946), Tochter von Paul Nicolas Édouard Peltzer aus Verviers und Schwester von Henri Édouard Alexandre Peltzer; Papierfabrikantin in Bergisch Gladbach
- Otto von Pelser-Berensberg (1857–1935), Direktor der Domaniale Mijn in Kerkrade, Direktor der Aachen-Maastrichter Eisenbahn-Gesellschaft, Generalkonsul der Niederlande
- Paul Nicolas Édouard Peltzer (1829–1903), Enkel des nach Verviers verzogenen Johann Heinrich Peltzer aus Stolberg sowie Bruder von Philippe Henri und Guillaume Auguste Peltzer. Technischer Direktor von Peltzer & Fils, Stadt- und Provinzialrat von Verviers.
- Philippe Henri Peltzer (1828–1902), Enkel des nach Verviers verzogenen Johann Heinrich Peltzer aus Stolberg sowie Bruder von Guillaume Auguste und Paul Nicolas Édouard Peltzer. Handelsvertreter, Kgl. Belgischer Konsul, Bürgermeister von Spa, geehrt mit den Offizierskreuz des italienischen Kronenordens, sowie mit dem Ritterorden des belgischen Leopoldsordens und des persischen Sonnen- und Löwenordens
- Robert von Peltzer (1846–1940), deutsch-estnischer Textilfabrikant, Sohn von Napoléon Peltzer
- Rudolf Arthur Peltzer (1873–1955), deutscher Kunsthistoriker
- Tatjana Iwanowna Peltzer (1904–1992), Tochter des Schauspielers Iwan Peltzer (1871–1951), Enkelin von Robert von Peltzer und Urenkelin von Napoléon Peltzer. Mit dem Ehrentitel Volkskünstler der UdSSR ausgezeichnete russische bzw. sowjetische Schauspielerin,
- Wilhelm Peltzer (1802–1864), Kaufmann in Hamburg und Abgeordneter der Hamburger Bürgerschaft, Vetter von Edmund Peltzer